# Ezio Vanoni
Ezio Vanoni (3 de agosto de 1903 - 16 de fevereiro de 1956) foi um economista e político italiano que serviu como Ministro das Finanças de maio de 1948 a janeiro de 1954 e Ministro do Orçamento de janeiro de 1954 a fevereiro de 1956.
Vanoni é amplamente considerado um dos economistas mais proeminentes da história do pós-guerra da Itália. As suas políticas económicas e monetárias influenciaram fortemente a reconstrução italiana e o subsequente milagre económico.